# HMS St. Vincent (1908)
Pour les autres navires du même nom, voir HMS St. Vincent.
Le HMS St. Vincent est un cuirassé de la Royal Navy britannique. Lancé en 1908, il est le premier bâtiment de la classe St. Vincent à laquelle il a donné son nom.

## Histoire
Armé le 3 mai 1910 il est alors le deuxième vaisseau en importance de la 1re Division de la Home Fleet basée à Portsmouth. Il est commandé par le captain Douglas R. L. Nicholson et sert de navire amiral au Rear-Admiral Richard H. Peirse, M.V.O., Home Fleet, lors de la revue de la flotte qui a lieu le 24 juin 1911, à la suite du couronnement de George V d'Angleterre (Coronation Spithead Review).
En avril 1914, il devient le navire amiral du commandant en second, de la 1re escadre de la Grand Fleet, et le reste jusqu'en novembre 1915, date à laquelle il devient un bâtiment privé. Il est dans la 5e Division de la flotte de bataille lors de la bataille du Jutland, il est alors en vingtième position dans la ligne de bataille, et engage le combat contre un cuirassé allemand, appartenant probablement à la classe König.
En juin 1916, il est transféré au sein de la 4e escadre de bataille (4th Battle Squadron). En mars 1919, il intègre la réserve et est transformé en navire d'entraînement pour le maniement de l'artillerie, il occupe cette fonction jusqu'à ce qu'il soit placé sur la « Disposal list » (liste des bâtiments voués à la vente ou au démantèlement) de la Royal Navy en mars 1921. Il est vendu à un ferrailleur en 1921 et démoli l'année suivante.

## Sources et bibliographie
- (en) Cet article est partiellement ou en totalité issu de l’article de Wikipédia en anglais intitulé « HMS St. Vincent (1908) » (voir la liste des auteurs).
- (en) F.J Dittmar, J.J Colledge, British Warships 1914–1919, Ian Allan, Londres, 1972.  (ISBN 0-7110-0380-7)